# Nipponoserica sulciventris
Nipponoserica sulciventris är en skalbaggsart som beskrevs av Ahrens 2004. Nipponoserica sulciventris ingår i släktet Nipponoserica och familjen Melolonthidae. Inga underarter finns listade i Catalogue of Life.